# 石筍

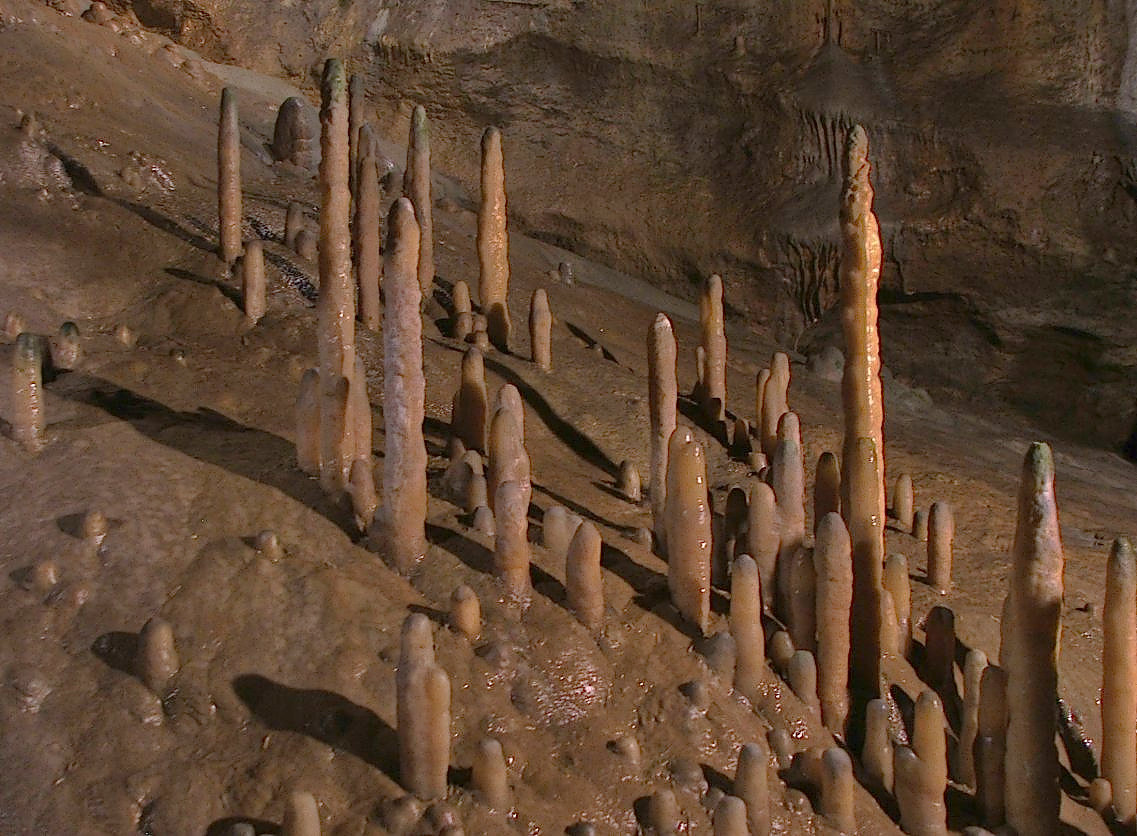
石筍

石筍（Stalagmite），為碳酸钙石灰岩，位於溶洞洞底的尖锥體，是喀斯特地形的一種自然現象。
石筍形如竹筍出土，自下向上生長。石筍與鐘乳石成長緩慢，一萬年約長高一公尺。
石筍是由于含碳酸的水不断点滴到一处，碳酸钙沉淀而形成的。石筍可以有不同的形状，水滴的流量、滴水的高度以及地面的状况均会影响石筍的形状。
假如滴水和里面含的矿物质均匀的话会形成比较细长，粗细均匀的石筍，它们可以以均匀的直径达到数米的高度。假如滴水比较强，而且是来自渗入洞里的雨水的话那么会形成圆锥状的石筍，它们在根部可以达数米直径。
滴水高度会影响石筍顶部的形状。高度小的话石筍的顶是圆的，高度越大它越平，在极限状态下甚至可能是凹的。